# Dieter Hochrainer
Dieter Hochrainer (* vor 1940 in Wien) ist ein österreichischer Physiker. Seine wesentlichen Forschungsgebiete sind die Aerosolphysik und die Biophysik.

## Leben
Nach der Schule studierte Hochrainer in Wien Physik. Er gehörte mit Helmuth Horvath und Axel Berner zu den ersten Doktoranden und Arbeitsgruppenmitgliedern von Othmar Preining. Nach seiner Promotion arbeitete er am Institut für Atmosphärenforschung in Colorado (USA).  Im Jahr 1961 wechselte er nach Deutschland an das Fraunhofer-Institut für Molekularbiologie und Angewandte Oekologie im sauerländischen Grafschaft. Seit dem Jahr 1990 arbeitete Hochrainer bei der Firma Boehringer Ingelheim, bis er im Jahr 2002 in den Vorruhestand ging. Anschließend war er noch bis 2012 für die Firma beratend tätig. Hochrainer hat vor und nach dieser Zeit mehrere Patente angemeldet und war leitender wissenschaftlicher Herausgeber (Editor in Chief) der Fachzeitschrift Journal of Aerosol Science. Außerdem war er von 1981 bis 1982 Generalsekretär der Gesellschaft für Aerosolforschung. Darüber hinaus war Hochrainer ehrenamtlich in der Kommission Reinhaltung der Luft tätig. Der Vater von drei Kindern lebt mit seiner Ehefrau aus Schmallenberg in Oberkirchen im Hochsauerlandkreis.

## Auszeichnungen
- 1982: Joseph-von-Fraunhofer-Preis (geteilt mit Hans Peter König, Günter Oberdörster, Shinji Takenaka, alle am Fraunhofer-Institut für Toxikologie und Aerosolforschung), Preisverleihung in München für ihre Forschungsarbeiten zur Kanzerogenität von Cadmium-Aerosolen[6][7]
- 1990: Ehrenplakette des Vereins Deutscher Ingenieure für seine langjährige, engagierte Tätigkeit als Obmann im Hauptausschuss Messtechnik[8]
- 2014: Charles-G.-Thiel-Preis (gestiftet von der Virginia Commonwealth University),  Preisverleihung in Fajardo/Puerto Rico, für seine Leistungen in der Forschung und Entwicklung zur inhalativen Darreichung von Medikamenten[9]

## Publikationstätigkeit
Die Literatur- und Zitationsdatenbank Web of Science weist Dieter Hochrainer als Autor oder Mitautor von 80 wissenschaftlichen Fachartikeln aus dem Zeitraum 1965 bis 2013 aus.

### Schriften (Auswahl)
- mit Werner Stöber: Der aerodynamische Durchmesser von Latexaggregaten und Asbestfasern, DOKZENTBw, 1970
- Abscheidung von Aerosolteilchen nach ihrer Größe mittels einer neuartigen Impaktordüse, DOKZENTBw, 1972
- Messung der Grössenverteilung des Feinstaubes mit einem verbesserten Spektralimpaktor, DOKZENTBw, 1973
- mit Horst D. Seehars: Zusatzbericht über Experimente mit einem Modellpulver zur Freisetzung und Ausbreitung von Pu-haltigen pulvrigen Verbindungen während eines Kerosinbrandes, Fachinformationszentrum Energie, Physik, Mathematik Karlsruhe, 1983
- mit Horst D. Seehars: Durchführung von Experimenten zur Unterstützung der Annahmen zur Freisetzung von Plutonium bei einem Flugzeugabsturz, Schriftenreihe Reaktorsicherheit und Strahlenschutz, 1983
- S. Takenaka,H. Oldiges, H. Konig, D. Hochrainer, G. Oberdorster: Carcinogenicity of Cadmium Chloride Aerosols in W Rats. In: Journal of the National Cancer Institute. Vol. 70, Nr. 2, 1983, S. 367–373.
- V. A. Marple, D. L. Roberts, F. J. Romay, N. C. Miller, K. G. Truman, M. J. Holroyd, J. P. Mitchell, D. Hochrainer: Next generation pharmaceutical impactor (A new impactor for pharmaceutical inhaler testing). Part I: Design. In: Journal of Aerosol Medicine. Vol. 16, Nr. 3, 2003, S. 283–299, doi:10.1089/089426803769017659.
- S. Chodosh, J. S. Flanders, S. Kesten, C. W. Serby, D. Hochrainer, T. J. Witek: Effective delivery of particles with the HandiHaler (R) dry powder inhalation system over a range of chronic obstructive pulmonary disease severity. In: Journal of Aerosol Medicine. Vol. 14, Nr. 3, 2001, S. 309–315, doi:10.1089/089426801316970268.